# واسالوپت
واسالوپت (به سوئدی: Vasaloppet) که در زبان سوئدی به معنی مسابقه واسا است، یک مسابقه اسکی صحرانوردی که هر ساله در اولین یکشنبه ماه مارس در مسافت ۹۰ کیلومتر بین روستای سلن و شهر مورا در شمال غرب دالارنا برگزار می‌شود. واسالوپت طولانی‌ترین و قدیمی‌ترین مسابقه اسکی صحرانوردی در دنیا است.
ایده مسابقه واسا از سفر گوستاف واسا بین این دو شهر در زمانی که در سال ۱۵۲۰ از سربازان کریستیان دوم دانمارک می‌گریخت گرفته شده.